# منطقة ريسوت الصناعية

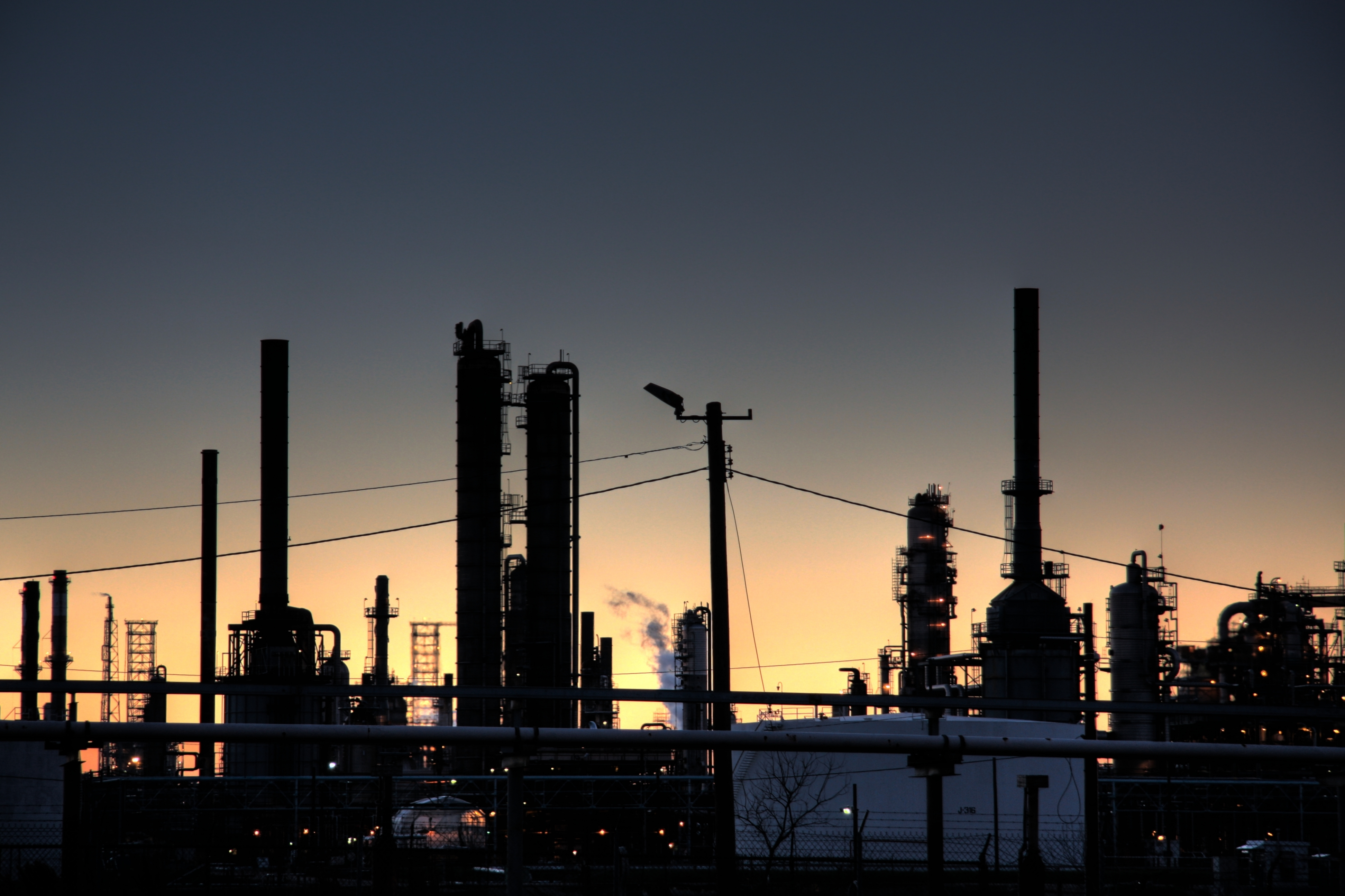
منطقة ريسوت الصناعية.

منطقة ريسوت الصناعية، هي إحدى المناطق الصناعية في سلطنة عُمان وتديرها المؤسسة العامة للمناطق الصناعية. افتتحت في شهر نوفمبر عام 1992، وتقع في ريسوت بمدينة صلالة. وتحتل المنطقة مساحة تقارب 3.1 مليون متر مربع، وتبعد حوالي 4 كيلومتر من ميناء صلالة الاستراتيجي، وهو الميناء الوحيد الذي يربط بين أوروبا وسنغافورة، والذي باستطاعته استيعاب سفن من الفئة (s) وهي أكبر سفن حاويات في العالم. كما أن الميناء يسهل عملية الوصول أيضاً إلى موانئ دول الخليج والبحر الأحمر والمحيط الهندي والساحل الشرقي لإفريقيا.

## المصانع والخدمات التي تحتويها المنطقة
تحتوي المنطقة على كافة خدمات البنية الأساسية اللازمة للاستثمار، وتضم مصانع تعمل في مجال إنتاج القرطاسيات، والملفات، والثلج، وتعليب الأسماك، والدجاج المجمد، والأنابيب البلاستيكية، وتصنيع الحديد الصلب، واللوازم الطبية، والسخانات التي تعمل بالطاقة الشمسية، والدقيق، والأسمدة والزيوت النباتية.

## أهميتها
تُعدّ منطقة ريسوت الصناعية منطقة مهمّة لجذب الاستثمارات الصناعية من خارج سلطنة عُمان وداخلها، ويعتقد بعض المختصين في مجال الاقتصاد أن هذه المنطقة قد تؤدي إلى تعزيز مكانة سلطنة عُمان لتصبح مركزاً إقليمياً ريادياً في مجال التصنيع.

## التسهيلات التي تقدمها المنطقة

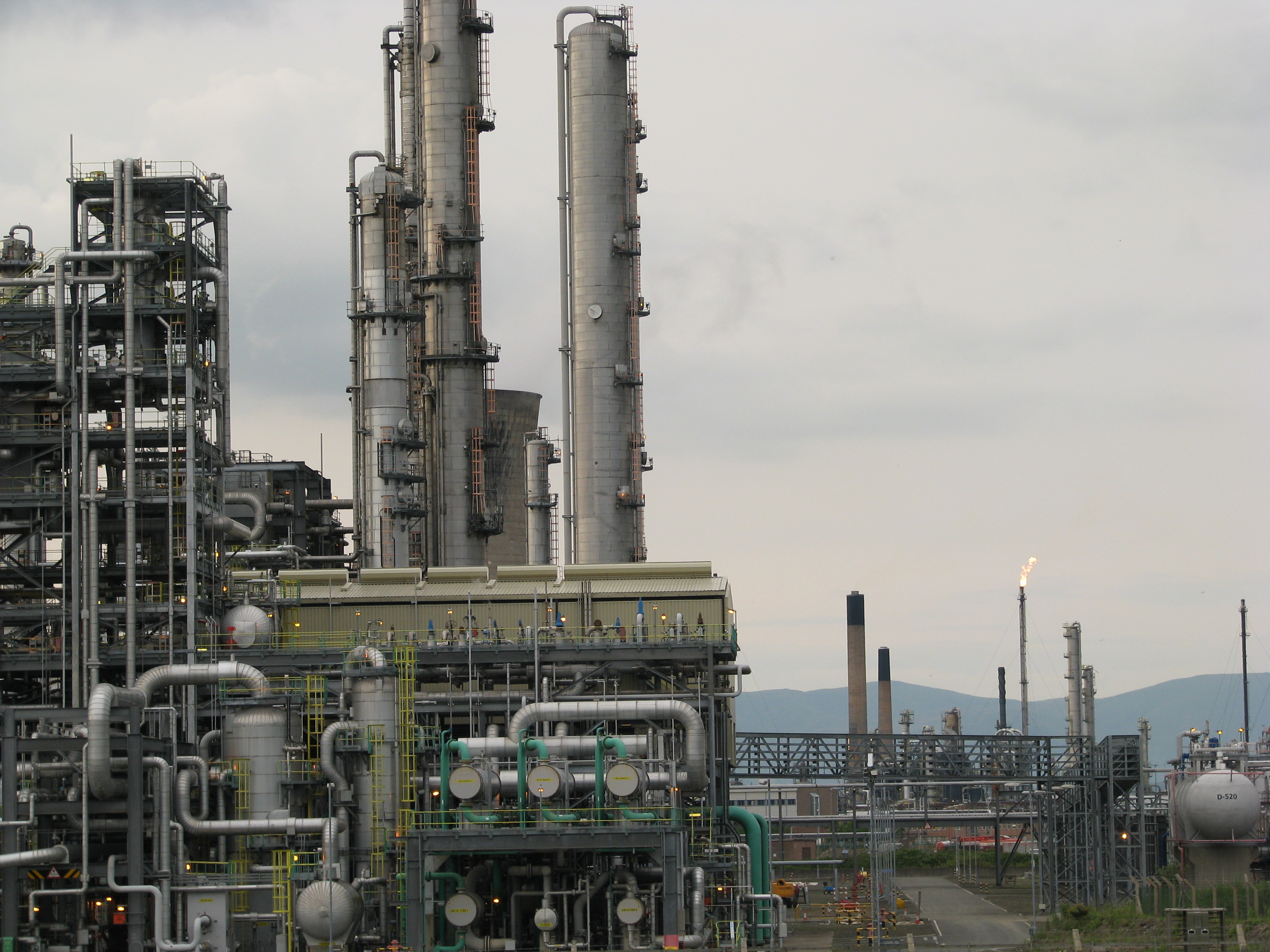
تعد منطقة ريسوت الصناعية من أهم دعائم المنطقة الحرة في صلالة.

التسهيلات التي تقدمها المنطقة للمستثمرين العمانيين تتضمن إعفاء القطاع الصناعي العُماني من الرسوم الجمركية وضرائب الدخل، وتخفيض رسوم الكهرباء، بالإضافة إلى تقديم فرص العمل والقروض الميسرة.

## بعض المصانع الرائدة في المنطقة
تُعدّ شركة صلالة للمعكرونة من المصانع الرائدة في المنطقة ومن  أكبرها من حيث المساحة وكمية الإنتاج. وقد حصل المصنع على كأس السلطان قابوس بن سعيد – حاكم سلطنة عُمان - لأفضل مصنع للعامين 2011 و2013. وينتج المصنع ما يصل إلى 400 طن في اليوم ويصدّر 90% منها إلى الخارج.

## ميناء صلالة
يعدّ رابع أكبر ميناء للحاويات بالشرق الأوسط، ويعمل الميناء على مدار الساعة طيلة أيام الأسبوع وبسعة تخزينية لأكثر من 5 ملايين حاوية ومحطتين للبضائع العامة والحاويا. ويرى بعض المختصين أن الميناء يتميز بموقعه وفرص الاستثمار فيه حيث يقع في مدينة صلالة التي تعدّ مركزاً لوجستياً يربط الميناء بالمطار وبشبكة طرق مع دول الخليج، فضلاً عن مشروع السكك الحديدية، كما يبعد مسافة أسبوعين فقط عن أهمّ الموانئ العالميّة، حيث تمرّ به أكثر من 3000 سفينة سنوياً، ويختصر زمن عبور السفن العالمية بـ28% من زمن عبورها في موانئ أخرى بمنطقة الشرق الأوسط.